# Linienrichter

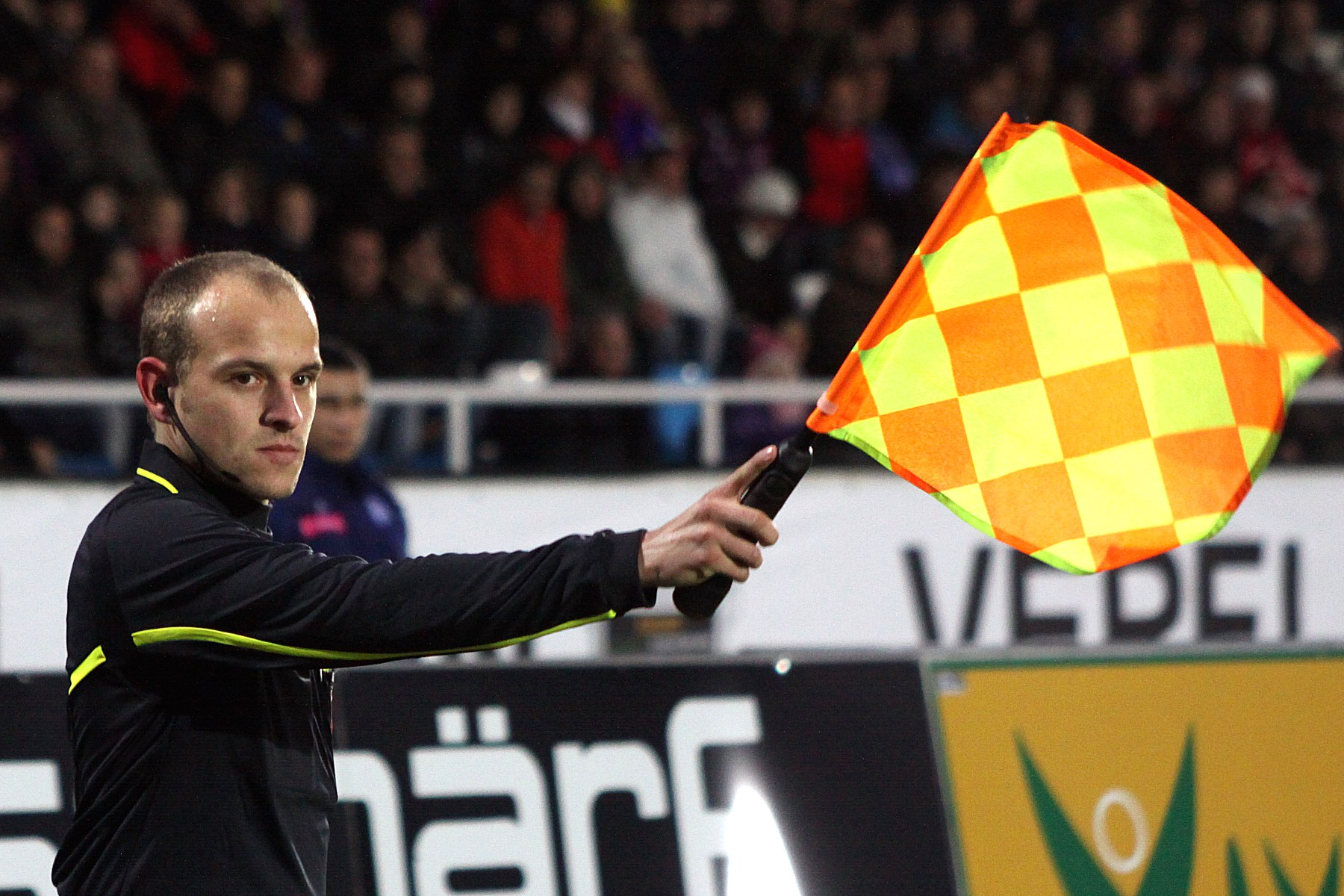
Schiedsrichterassistent im Fußball bei der Anzeige einer Abseitsstellung

Bei einigen Ballsportarten wird der Schiedsrichter durch einen oder mehrere Linienrichter (LR) bzw. Schiedsrichterassistenten (SRA) sowie teilweise auch durch Torrichter unterstützt.

## Fußball
Beim Fußball wird seit der Saison 1996/97 der Linienrichter als „Schiedsrichterassistent“ bezeichnet, um der gestiegenen Verantwortung in der Assistenz des Schiedsrichters für das gesamte Spiel gerecht zu werden. Die Schiedsrichterassistenten unterstützen den Schiedsrichter mit eigenem Aufgabenspektrum (z. B. Abseitsentscheidung, Ball aus dem Spiel oder hinter der Torlinie), aber auch dort, wo der Schiedsrichter Vergehen von Spielern nicht wahrnehmen konnte.
Die Schiedsrichterassistenten sind ausgebildete Fußballschiedsrichter. Pro Spiel gibt es zwei Schiedsrichterassistenten, von denen jeder für eine der beiden Seitenlinien zuständig ist. Der Schiedsrichterassistent befindet sich jeweils nur an der Seitenlinie einer Spielfeldhälfte, immer auf der linken Verteidigungsseite bzw. der rechten Angriffsseite. Sie sind mit je einer Fahne ausgerüstet, mit der sie dem Schiedsrichter ein Zeichen geben, wenn eine strafbare Abseitsposition, ein Ausball oder ein Foulspiel, welches der Schiedsrichter nicht erkennen konnte, vorliegt (siehe auch damit verbundene technische Hilfsmittel). Während des Spiels versucht der Schiedsrichterassistent typischerweise, immer auf Höhe des zweitletzten Spielers oder Spielerin (inklusive Torhüter) der abwehrenden Mannschaft zu bleiben, um auf diese Weise besonders gut Abseitssituationen erkennen zu können. In der Fußball-Bundesliga werden seit 2017 zusätzlich auch Video-Assistenten eingesetzt. Diese greifen bei klaren Fehlentscheidungen der Unparteiischen (z. B. Tor nach Abseits) ein. Der zuständige Videoassistent befindet sich während des Spiels im „Kölner Keller“, wo er strittige Spielszenen anhand von Zeitlupen analysiert und den Schiedsrichter per Funk gegebenenfalls auf eine falsche Entscheidung hinweisen kann.
In unterklassigen Spielen werden meist, sowohl aus Kostengründen als auch der Tatsache folgend, dass es nicht genügend Schiedsrichter gibt, keine Schiedsrichterassistenten angesetzt. Einige Verbände verzichten dann ganz auf Schiedsrichterassistenten, während andere Verbände vorschreiben, dass jeder der beteiligten Vereine einen Schiedsrichterassistenten zu stellen hat. Deren Aufgabengebiet beschränkt sich dann auf die Anzeige „Ball im Aus“, sie dürfen kein Abseits oder andere Regelverstöße anzeigen. Offiziell werden diese Akteure „Nicht-neutrale Schiedsrichterassistenten“ oder „Vereinsschiedsrichterassistent“ genannt, als solche aber auch namentlich im Spielbericht notiert.
Schiedsrichterassistenten kommen in Deutschland je nach Landesverband schon ab der U 15 (C-Jugend) Oberliga, bzw. U 17 (B-Jugend) Landesliga oder U 19 (A-Jugend) Bezirksoberliga zum Einsatz. Bei den Senioren schwankt die unterste mit SRA besetzte Spielklasse je nach Landesverband zwischen Kreisliga und Landesliga.
Entscheidungsspiele in Deutschland, zum Beispiel um den Auf- oder Abstieg aus einzelnen Ligen oder Relegationsspiele vor allem im Seniorenbereich werden in einigen Landesverbänden grundsätzlich von Schiedsrichterteams – also Schiedsrichter plus zwei Assistenten – geleitet.
In Österreich wird in den Unterklassen ein geprüfter Hilfsschiedsrichter als Schiedsrichterassistent eingesetzt. Diese haben alle drei Jahre eine Schulung durch das Schiedsrichterkollegium, sind aber keine Mitglieder dessen, sondern Mitglieder eines der beteiligten Vereine. Diese Hilfsschiedsrichter dürfen Nachwuchs- und Reservespiele leiten oder als Schiedsrichterassistent agieren. Sie müssen Abseits anzeigen, wobei sie den Angriff des eigenen Vereins beobachten.
In der UEFA Europa League wurden in der Saison 2009/10 sogenannte Additional Assistant Referees, umgangssprachlich Torrichter genannt, eingesetzt. AARs sind auf Höhe der Torlinie positioniert und unterstützen den Schiedsrichter bei Aktionen in Strafraumnähe. Die UEFA wollte damit Fehlentscheidungen entgegenwirken und die öffentliche Debatte über technische Hilfsmittel im Fußball eindämmen. Die Maßnahme erzielte zu Beginn nicht den gewünschten Effekt und führte teilweise zu einem verstärkten Ruf nach der Zulassung von technischen Hilfsmitteln wie dem Videobeweis, die auch bereits beim Eishockey oder American Football zum Einsatz kommen. Die FIFA und UEFA standen dieser Idee jedoch lange skeptisch gegenüber. Seit der Saison 2010/11 kommen die Additional Assistant Referees auch in der UEFA Champions League zum Einsatz.

## Tennis

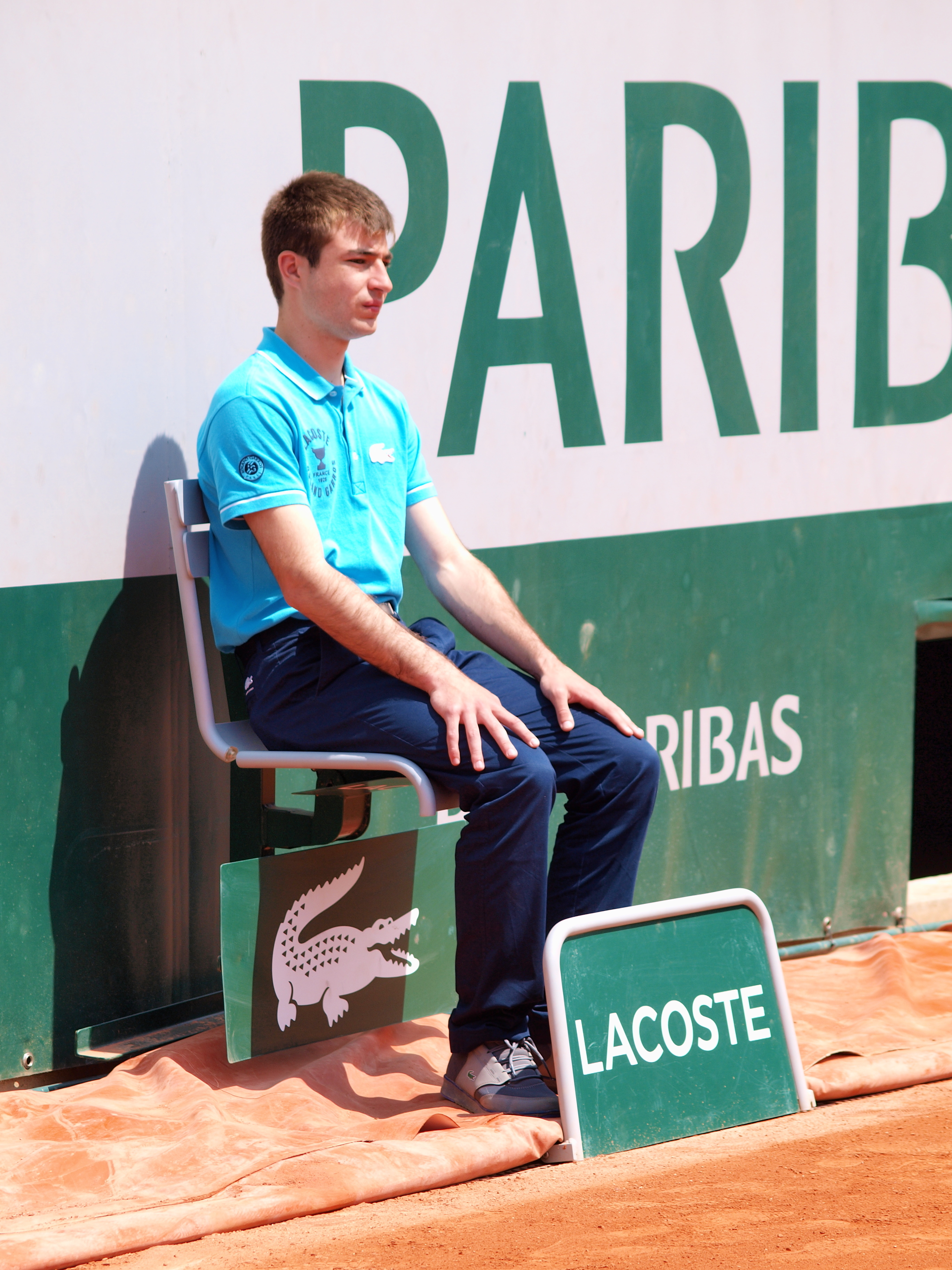
Linienrichter im Tennis bei den French Open 2016

Beim Tennis werden die Linienrichter am Spielfeldrand postiert und rufen „Aus“, „Out“ oder „Fault“, wenn der Ball ausschließlich den Boden außerhalb des Spielfelds berührt, sowie „Fußfehler“ oder „Foot Fault“ bei einem Aufschlagfehler. Neben der genauen Beobachtung der verschiedenen Linien des Tenniscourts sind die Linienrichter auch eine Hilfe des Stuhlschiedsrichters, koordinieren bestimmte Abläufe während des Spiels und unterstützen den Schiedsrichter vor und nach dem Spiel mit kleinen Aufgaben. Die Linienrichter sind neben dem Stuhlschiedsrichter und dem Oberschiedsrichter, der sich normalerweise nicht auf dem Spielfeld befindet, die einzigen Offiziellen auf dem Tenniscourt.
Seit 2025 wurden auf der ATP-Tour der Männer Linienrichter durch das Electronic Line Calling ersetzt, wobei sich das Hawk-Eye-live durchsetzte.

## Eishockey
Im Eishockey beobachten die beiden Linienrichter (Linesperson) vor allem die blauen Linien um gegebenenfalls Abseits zu pfeifen oder anzuzeigen und führen Bullys durch, die nicht am Mittelpunkt stattfinden. Außerdem achten sie auf unerlaubte Weitschüsse (Icing), unkorrekte Spielerwechsel und können vom Hauptschiedsrichter in strittigen Szenen zur Beratung herangezogen werden.
In unteren Ligen fehlen oft Hauptschiedsrichter. Dann leiten zwei gleichberechtigte Schiedsrichter das Spiel (Zwei-Mann-System). In höheren Ligen tritt dieser Fall nur ein, wenn der Hauptschiedsrichter kurz vor oder während des Spiels ausfällt.

## Volleyball

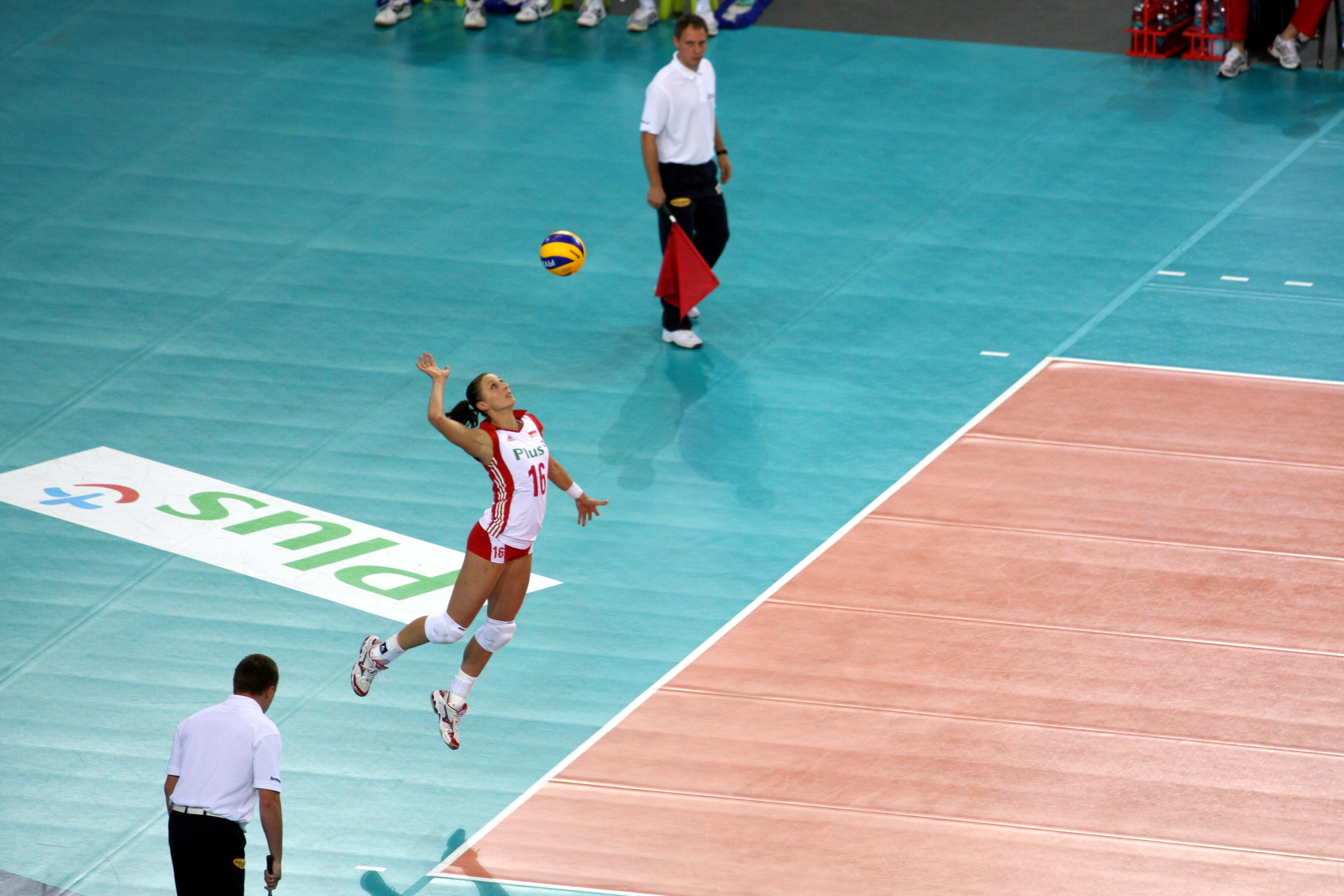
Linienrichter bei einem Volleyball-Spiel

Beim Volleyball werden zwei oder vier Linienrichter (LR) eingesetzt. In höherklassigen Spielen zeigen sie mithilfe einer Fahne, ansonsten mit Handzeichen, an:
- ob der Ball im Feld oder im Aus gelandet ist
- ob ein Spieler der Mannschaft, die auf der entsprechenden Seite spielt, als letztes den Ball berührt hat (Touché)
- ob der Ball eine Netzantenne berührt hat oder außerhalb dieser das Netz überquert hat
- wenn ein Spieler die Antenne berührt, während er den Ball spielt
- wenn der Aufschlagspieler die Grundlinie betreten oder übertreten hat
- wenn ein anderer Spieler im Augenblick des Aufschlags nicht im Spielfeld steht

In Deutschland wird in unteren Ligen zum Teil auf LR verzichtet, in den höheren Ligen sind nur in der 1. Bundesliga zwei LR vorgeschrieben.
Bei internationalen Wettbewerben werden grundsätzlich vier LR eingesetzt.